# Snorkelen

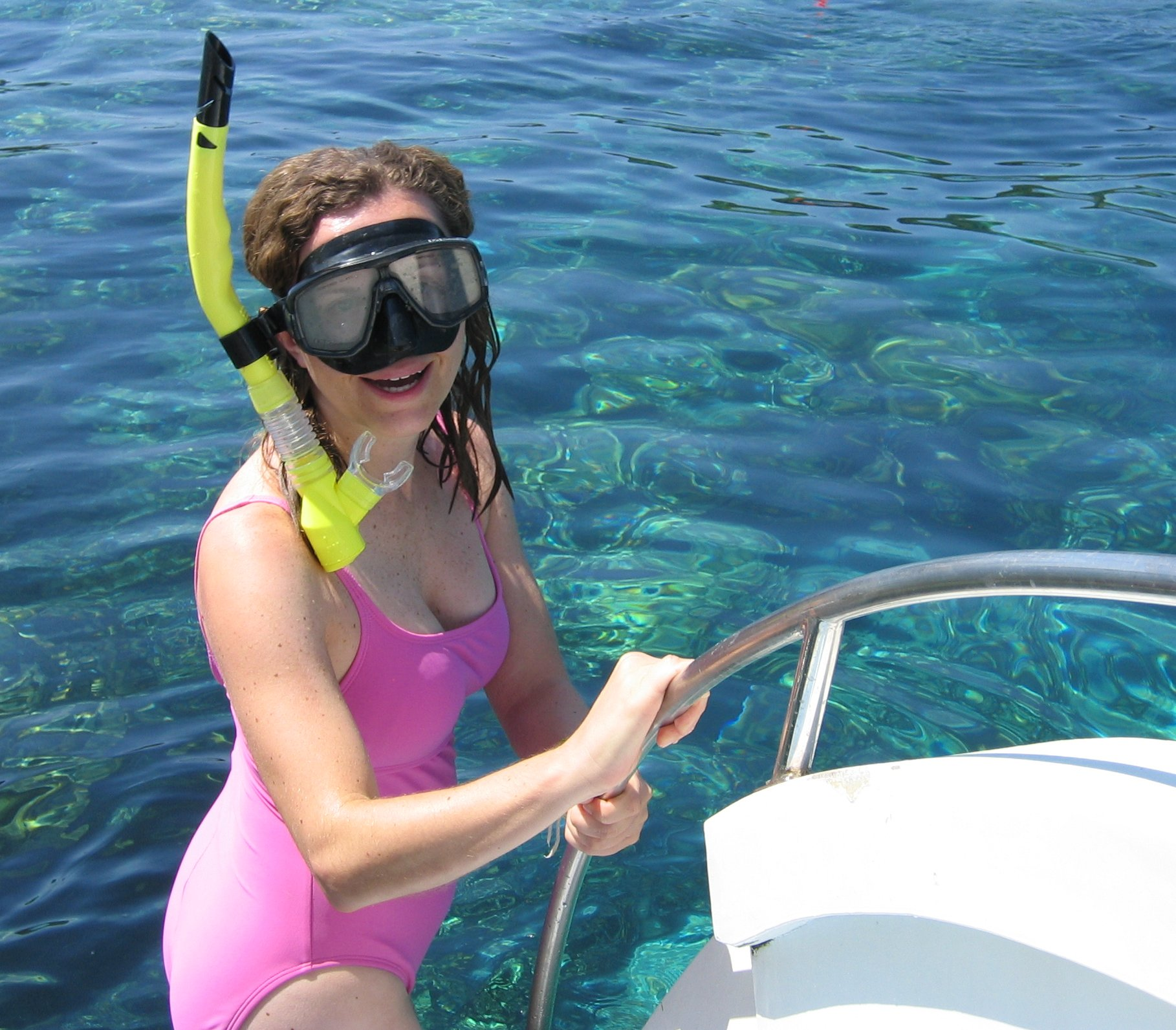
Een snorkelaar met een duikbril en snorkel

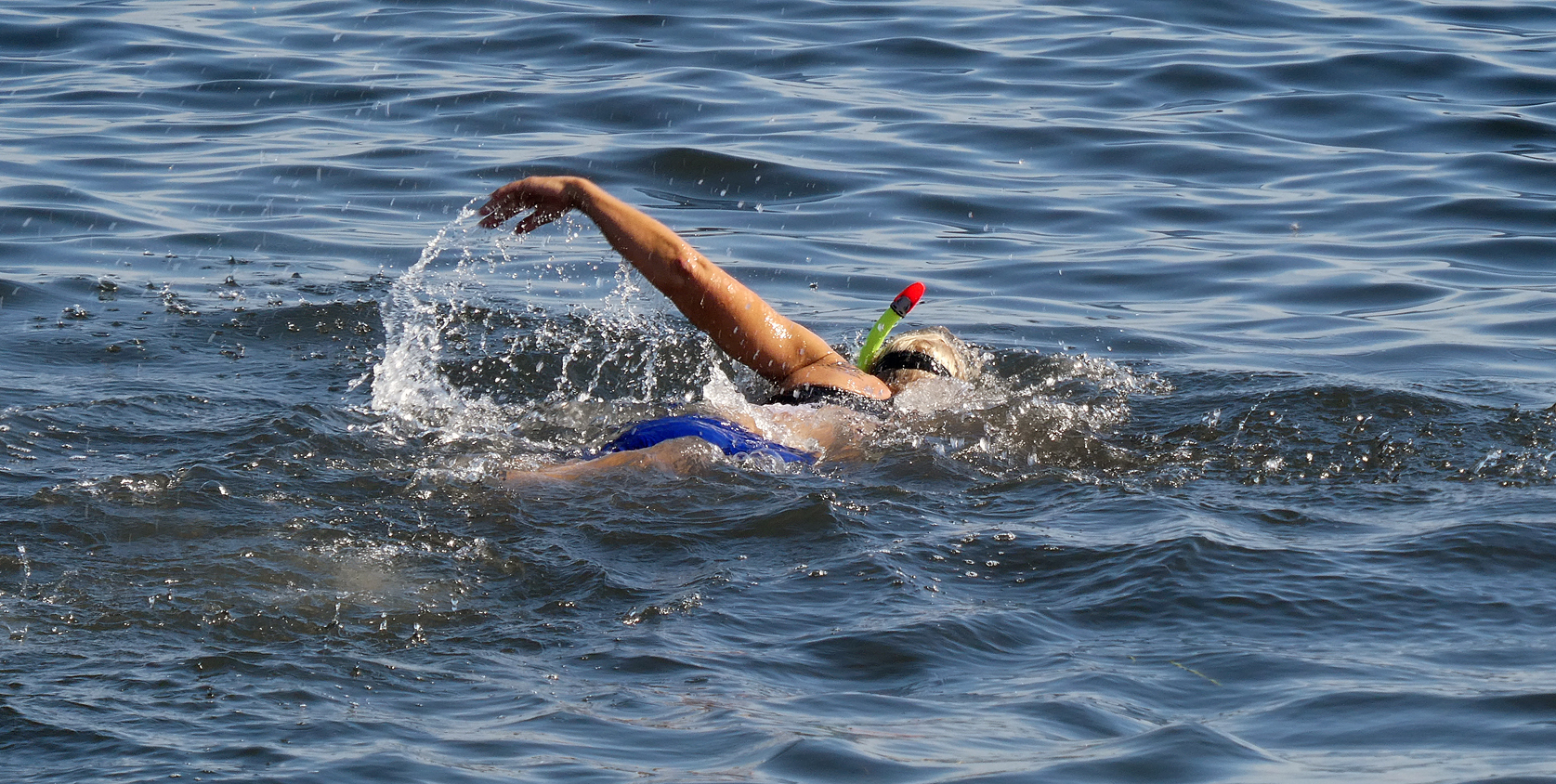
Een snorkelaar.

Snorkelen is een watersport waarbij men zwemt of drijft in het water met een duikbril en snorkel met het gezicht naar beneden gericht. De snorkelaar haalt adem door de snorkel en kijkt naar het onderwaterleven door een duikbril. 
Meestal draagt men bij het snorkelen zwemvinnen, ook wel flippers genoemd, maar dit is niet noodzakelijk. Ook kan men een wetsuit dragen om warm te blijven en ter bescherming tegen Uv-straling. Snorkelen wordt veelal gedaan in warm water van meer dan 20 graden Celsius. In principe kan men in ieder water snorkelen. Afhankelijk van de watertemperatuur dient men wel de kleding hierop aan te passen. Om te snorkelen is geen brevet vereist. Het is bij sommige duik- en zwemscholen wel mogelijk om een snorkeldiploma te behalen.  
Een snorkelaar kan ook kort onder water duiken door een hap lucht te nemen en vervolgens naar beneden te zwemmen. Een veelgebruikte snorkeltechniek om dit te doen is de zogenaamde hoekduik. De snorkelaar maakt hierbij een loodrechte hoek met het bovenlichaam en de benen. Als de snorkelaar weer boven komt, blaast hij eventueel het water uit de snorkelbuis, zodat hij weer normaal kan ademen. 
Snorkelen is een vaardigheid die ook bij het sportduiken wordt gebruikt.  